# Figuurnaad

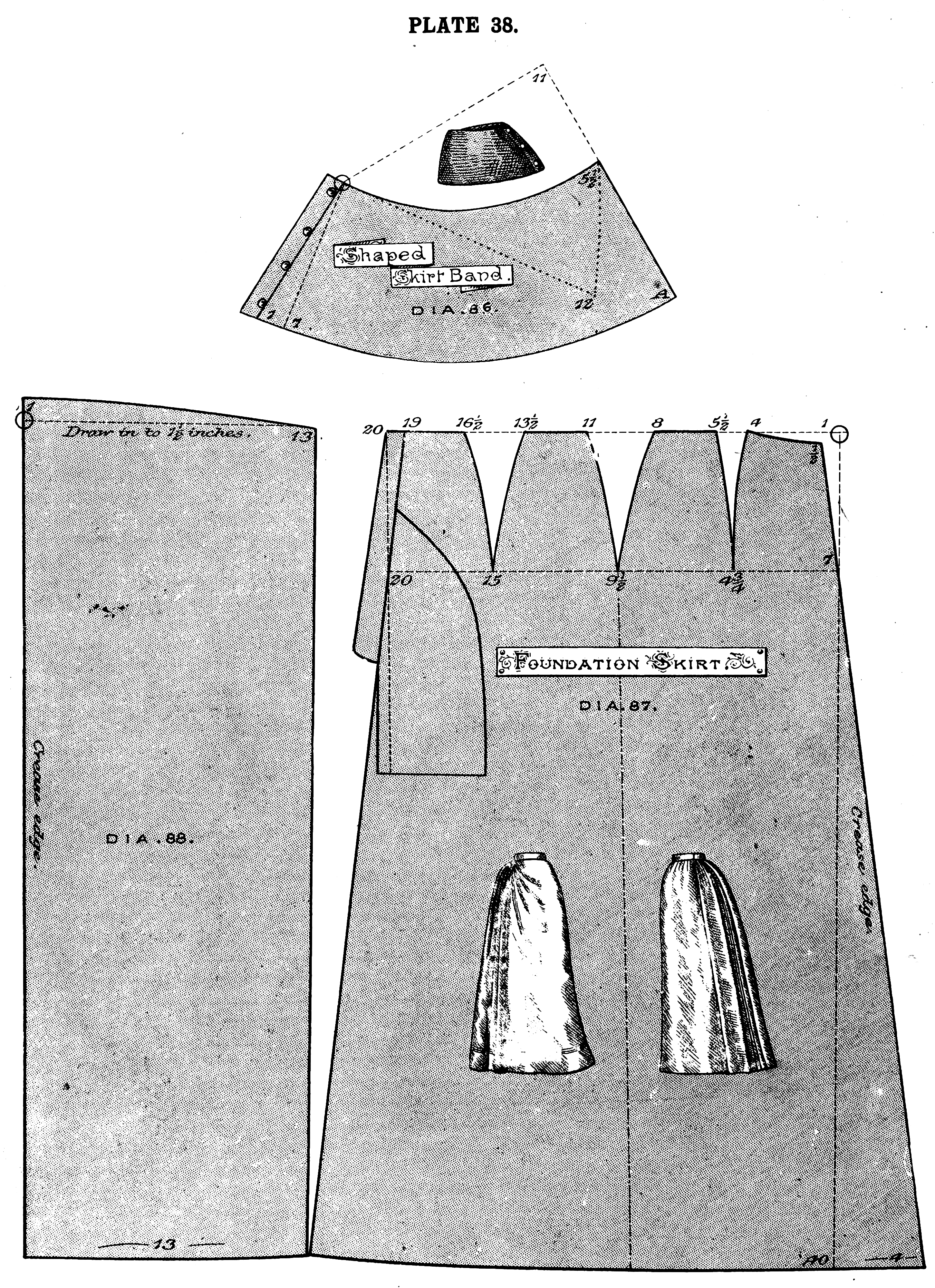
Figuurnaden op een tekenpatroon voor een lange rok (rond 1890)

Een figuurnaad of coupenaad is bij confectiekleding een driehoekige, ruitvormige plooi die in een punt uitloopt, zodat een sluitende pasvorm van een kledingstuk wordt bereikt die de lichaamscontour volgt. Figuurnaden worden toegepast in geweven stof of in andere niet-rekbare materialen. 
De figuurnaad wordt over het algemeen dichtgenaaid zodat een naad in een kledingstuk ontstaat. De figuurnaad eindigt bij het breedste deel van het lichaam, bijvoorbeeld bij de buste, of bij het breedste deel van de heupen. Met het dichtnaaien van een figuurnaad wordt in feite een gedeelte stof verwijderd, meestal echter zonder de stof eruit te knippen.
Alternatieven om kleding een driedimensionale vorm te geven zijn het gebruik van andere plooien, of het in verschillende delen (panden) verdelen van het kledingstuk, om deze vervolgens in de juiste vorm te knippen en aan elkaar te naaien. Kleding met een goede pasvorm is echter niet mogelijk zonder coupenaden.
Op een getekend (knip)patroon voor een kledingstuk zijn de figuurnaden meestal met letters bij de hoeken aangegeven. Deze hoeken moeten bij het naaien tegen elkaar komen.

## Types en locatie
Figuurnaden bestaan in twee types:

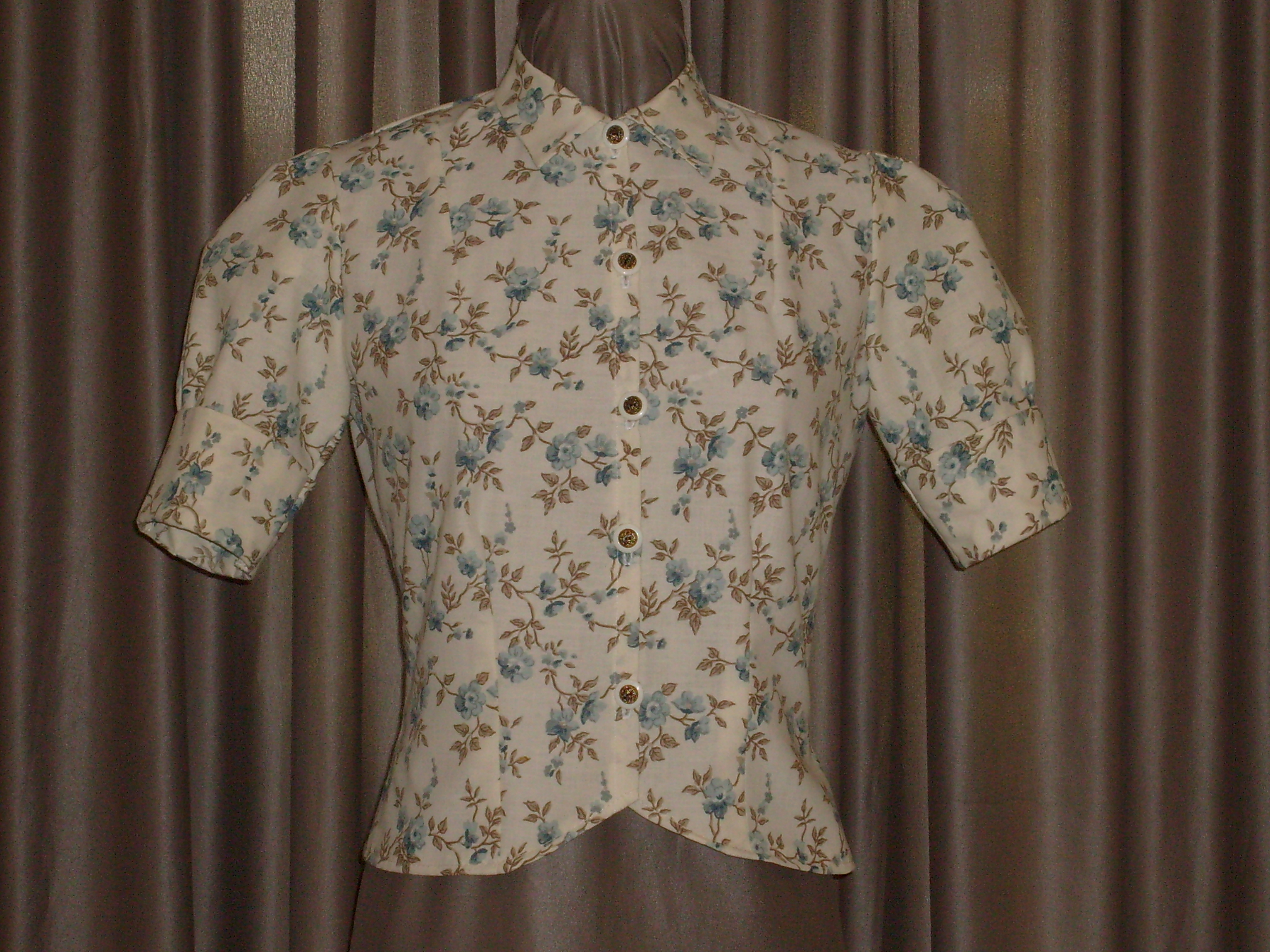
Een nauwsluitende blouse met aan weerszijden van de rij knopen figuurnaden. Ook vanaf de schouders lopen figuurnaden naar beneden. De figuurnaden zijn hier zichtbaar omdat het patroon van de stof enigszins verspringt.

1. Een naad die vanaf de rand van een deel van het kledingstuk naar binnen loopt.
2. Een naad die midden in een pand van het kledingstuk begint en ook weer eindigt.

Een voorbeeld van het eerste type is een naad aan de bovenkant van een rok. Omdat de taille van een vrouw smaller is dan haar heupen, is die naad nodig om de rok in de vorm te brengen. Een voorbeeld van het tweede type is een naad in een japon. Ook deze heeft te maken met de smallere taille en de bredere heupen en borsten. Met de figuurnaad wordt bereikt dat het kledingstuk aansluit op de vorm van het lichaam.
Een coupenaad kan in een kledingstuk storend zijn, bijvoorbeeld als er stof met een duidelijk bedrukt patroon wordt gebruikt. Daar moet tijdens het patroontekenen al rekening mee worden gehouden, zodat de figuurnaad kan worden verplaatst. Het is soms mogelijk een coupenaad onopvallend te plaatsen, bijvoorbeeld onder een zak. Daarentegen kan een coupenaad op een opvallende plaats een kledingstuk iets extra's geven.
Zo kan een coupenaad voor de buste op verschillende manieren worden gemaakt:
- Van de schouder naar beneden
- Van het armsgat naar voren
- Van de taille naar boven
- Een combinatie van twee: zowel vanuit het armgat als vanuit de taille. Dit geeft een zachter effect.[1]

## Vervaardiging
Een figuurnaad wordt in een rok vaak op vier plaatsen toegepast: twee aan de voorzijde en twee aan de achterzijde. Als de taillewijdte bijvoorbeeld 75 cm is, en de heupwijdte 96 cm, dan wordt elke figuurnaad 5 cm breed. Indien nodig worden meer figuurnaden aangebracht, bijvoorbeeld als het verschil tussen taille en heupwijdte groter is. Bij een brede figuurnaad is het namelijk niet mogelijk deze in een mooie platte punt aan het eind uit te laten lopen.
Eerst wordt het midden van de figuurnaad op de stof gemarkeerd, alsmede de beide aan elkaar te naaien lijnen.
De figuurnaad wordt vervolgens gemaakt door de lap stof dubbel te vouwen over het midden van de te maken naad. Vervolgens wordt de naad afgespeld en/of geregen. Ten slotte wordt de naad gestikt met de hand of met een naaimachine. Het is van belang het eind van de figuurnaad vrijwel parallel aan de vouw te naaien, ook al is de figuurnaad op het patroon als recht aangegeven. Als het stikken niet in een kromming, met de vorm van het lichaam mee, wordt uitgevoerd, eindigt de figuurnaad in een bobbel of punt. Ook het afhechten met zo min mogelijk draad is van belang, bijvoorbeeld kunnen de twee draden van de gestikte naad geknoopt worden.

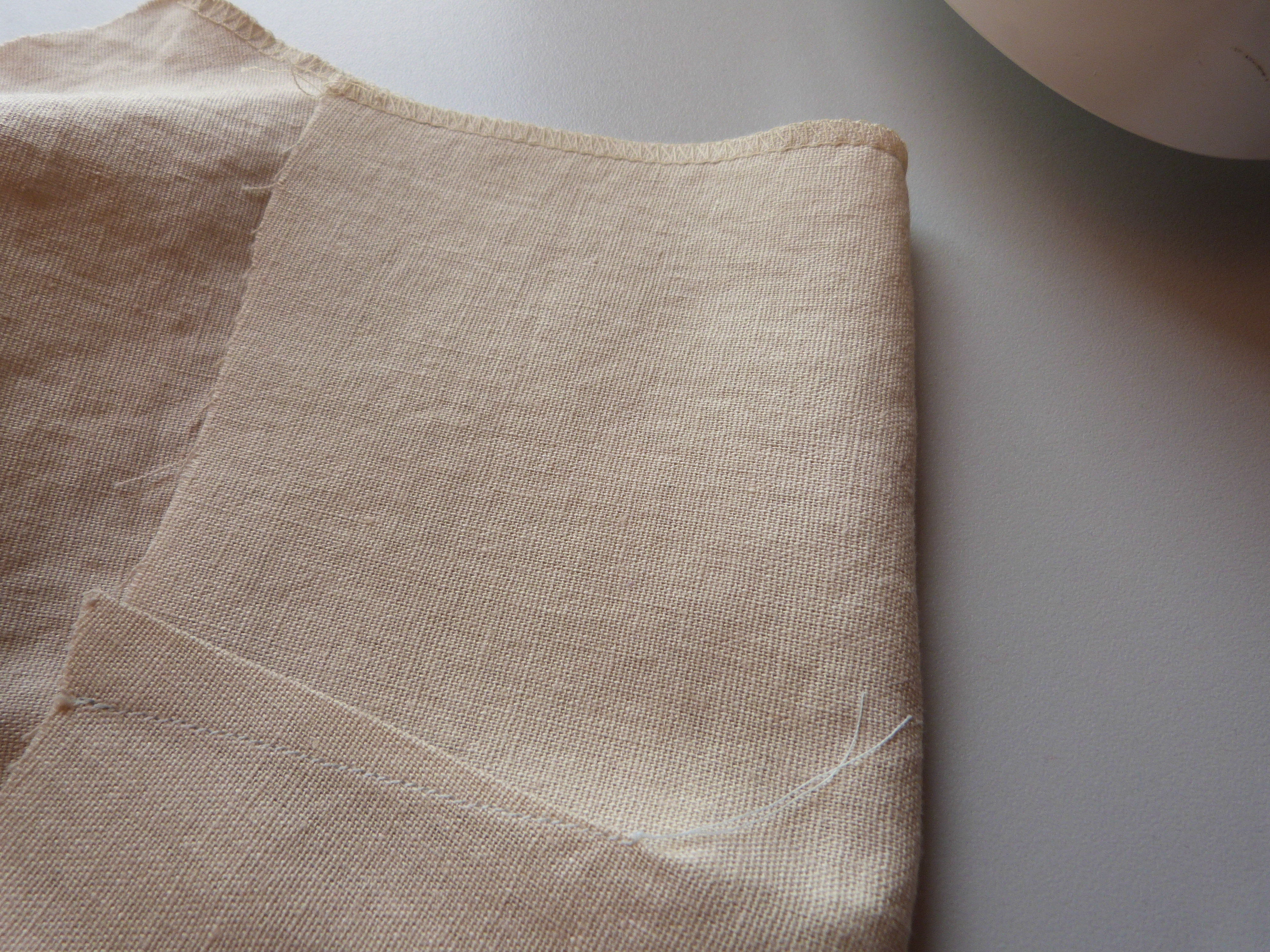
Een gestikte figuurnaad gezien vanaf de achterzijde.

Een brede figuurnaad wordt na het stikken opengeknipt en opengestreken. Daarmee wordt bereikt dat de stof lokaal minder dik is, en dat de naad minder zichtbaar is in het kledingstuk. De opengestreken naad wordt dan ook bijvoorbeeld open aan een eventuele rokband bevestigd. Bij het maken van een figuurnaad in stof die kan gaan rafelen is het nodig om de stof na het openknippen af te hechten, bijvoorbeeld met een zigzagsteek. Er zijn ook vloeibare antirafelmiddelen verkrijgbaar om een opgeknipte figuurnaad af te werken. Een smallere figuurnaad wordt niet opengeknipt, maar naar één kant geperst en eventueel in de band van het kledingstuk vastgenaaid.